# Shissô
Shissô ou shisô é uma erva originária da Ásia, pertence ao gênero Perilla, da família das menta, Lamiaceae. O shissô é uma planta perene que pode ser cultivada anualmente em climas temperados. A planta ocorre nas formas com folhas vermelhas e com folhas verdes verdes. Existem também formas folhosas com babados (chirimen-jiso) e formas que são vermelhas apenas na parte inferior (katamen-jiso). Diferentes partes da planta têm vários usos culinários na culinária do leste asiático e do sudeste asiático.
No Japão esta folha é usada na conserva de umeboshi. É aromática, tanto a folha como a semente pode ser usada, também é depurativa e estimula a transpiração no estado febril.
Na culinária é usada em temperos nas saladas cortada fininha ou em sopas e com arroz.  Também é usada para suco, com sabor refrescante e aromático.